# Wards vliegenvanger
Wards vliegenvanger  (Pseudobias wardi) is een vogelsoort uit de familie Vangidae (vanga's), een familie  van zangvogels die endemisch is op Madagaskar. Deze vogel is genoemd naar de Engelse entomoloog Christopher Ward.

## Kenmerken
Wards vliegenvanger is een kleine insectenetende vogel die in boomkronen voorkomt. De vogel is overwegend zwart gekleurd met een wit keeltje en witte buik en daartussen een brede zwarte borstband en een duidelijke vleugelstreep. Volwassen vogels hebben een blauwe ring rond het oog. De vogel komt vaak voor in groepen en valt daarin meestal het eerste op, vooral door het geluid: een karakteristieke hoge, metalige triller.

## Verspreiding en leefgebied
Het is een bewoner van regenwouden. Hoewel de vogel geen bedreigde diersoort is, krimpt zijn leefgebied op Madagaskar steeds verder in door houtkap en het omzetten van natuurlijk bos in gronden voor landbouwkundig gebruik en bewoning.

## Taxonomie
Wards vliegenvanger lijkt sterk op soorten uit de familie Platysteiridae. Zowel de vanga's als de soorten uit de familie Platysteiridae zijn overigens niet verwant aan de vliegenvangers van de Oude Wereld, hoewel ze daar op lijken qua gedrag. Volgens moleculair genetisch onderzoek behoort de Wards vliegenvanger tot de vanga's. Zowel de Vangidae als de Platysteiridae behoren tot de clade Corvoidea, dus niet de superfamilie waartoe de vliegenvangers behoren, de Muscicapoidea.

## Status
De grootte van de populatie is niet gekwantificeerd maar aangenomen wordt dat de soort voorkomt in lage dichtheden met een versnipperde verspreiding. Op de Rode lijst van de IUCN heeft deze soort de status niet bedreigd.